# Zegveld

De Hervormde kerk in Zegveld, gelegen aan de Hoofdweg.

Zegveld is een voormalige gemeente en dorp in de gemeente Woerden in de Nederlandse provincie Utrecht. Het dorp is gelegen op de grens van de polders Zegveld en Zegvelderbroek en heeft 2.405 inwoners (1 januari 2023). Bij de opheffing van de gemeente in 1989 woonden er 2.123 mensen.

## Geschiedenis
Zegveld is ontstaan als lintdorp, dat later tot kruisdorp uitgroeide.
De eerste kerk van het dorp moet al in 1312 zijn opgericht, waar de huidige hervormde kerk uit 1862 staat. Rondom deze kerk aan de Hoofdweg ontwikkelde zich een dorpskern met een dorpsschool en een herberg.
Vanaf 1958 vond er een ruilverkaveling plaats, die al in de jaren 30 was gepland. De structuur van het landschap werd geheel veranderd. Ook het huidige wegennet in de omgeving dateert uit die tijd, voor deze periode was er een slechte verkaveling en was Zegveld slecht bereikbaar. Het verkeer over land was geruime tijd beperkt. De Zegveldse wetering, die dwars door het dorp liep, was vroeger de voornaamste vervoeras. De ruilverkaveling bracht grote veranderingen met zich mee. Het plan voorzag in de aanleg van diverse wegen. Zegveld werd uit zijn isolement gehaald en in 1978 werd een bedrijventerrein aangelegd. In de jaren 90 en 00 werden er straten bijgebouwd, waaronder de Slotenbuurt (voorheen Plan Lagebroek) en 'het Erf'. Vanaf 2021 kwam er een nieuwe wijk met ruim 30 huizen bij met de projectnaam 'Weidz', die ook De Haak genoemd wordt.

## Naam
De naam Zegveld komt waarschijnlijk van Zegge, een soort rietgras dat veel in moerasgebieden voorkwam.

## Ooievaars

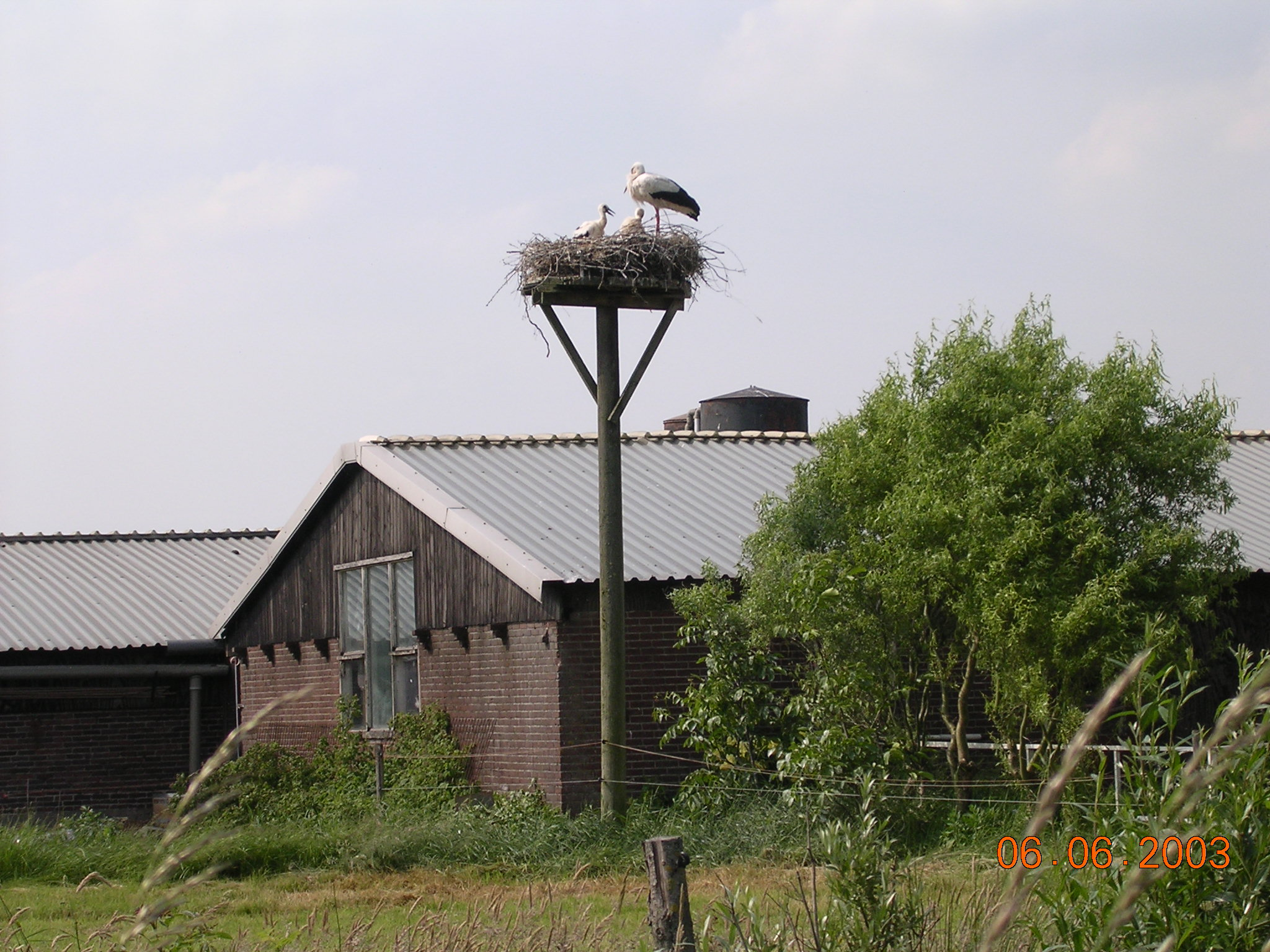
Ooievaarsdorp in Zegveld

In Zegveld is een plaats waar regelmatig ooievaars nestelen. In Zegveld is daarom tevens een Ooievaarsstation dat op bepaalde dagen publiekelijk te bezoeken is.

## Geboren
- Arjen Westra (1970), schrijver, journalist en fotograaf van reisgidsen

## Bekende inwoners
- Adrianus Blom, een van de laatste personen die in Nederland in vredestijd werd geëxecuteerd
- Taeke Friso de Jong, kunstenaar
- Bram van der Vlugt (1934-2020), acteur[4]